# José Francisco Yvars
José Francisco Yvars y Castelló de Castellví (en espagnol) ou  Josep Francesc Yvars i Castelló de Castellví (en catalan), né à Valence en 1935, est un essayiste, traducteur, éditeur et historien de l'art espagnol d'expression catalane et castillane,.